# المفتش فابر
المفتش فابر مسلسل أنمي ياباني. من إنتاج إستديو إي جي فيلمز تم عرض المسلسل لأول مرة على تلفزيون هيئة الإذاعة اليابانية في اليابان من 11 أبريل 2000 واستمر عرضه إلى 11 أكتوبر 2000، تمت دبلجة المسلسل للغة العربية وعرض على قناة سبيس تون. 

## الأصوات العربية

### نسخة مركز الزهرة
- سامر رضوان
- يحيى الكفري
- آمنة عمر
- زياد الرفاعي
- رأفت بازو
- أيمن السالك
- بثينة شيا
- مجد ظاظا
- رغدة الخطيب
- نضال حمادي
- لمى هاشم
- تيسير العاتقي